# Mathilde Wesendonck
Mathilde Wesendonck (nata Luckemeyer) (Elberfelg, 23 dicembre 1828 – Traunblick, 31 agosto 1902) è stata una poetessa tedesca, nota soprattutto per la sua appassionata amicizia con Richard Wagner.

## Biografia
Figlia del consigliere reale Carl Luckemeyer (1801-1875) e di sua moglie Johanna Stein (1801-1862), trascorse la sua infanzia e gioventù a Düsseldorf, dove ha frequentato la scuola per ragazze altolocate (Höhere-Töchter-Schule).
Agnes Luckemeyer, sposò il commerciante Otto Wesendonck, che le chiese di cambiare il nome di battesimo in memoria della prima moglie. Anche Otto Wesendonck fu grande ammiratore di Wagner, infatti, dopo averlo conosciuto a Zurigo nel 1852, mise a disposizione del grande compositore un suo cottage sul lago.
Nel 1857 Wagner si infatuò di Mathilde; non è noto con precisione se la passione fosse reciproca, ma fu sufficiente a ispirare opere fondamentali come Tristano e Isotta. È stato scritto che Mathilde rappresentò per Wagner ciò che Beatrice fu per Dante, Laura  per Petrarca, o Dulcinea per Don Chisciotte. «(...) ancora una volta l'artista amò inconsapevolmente il riflesso della propria luce, l'incantesimo del proprio sogno. Mathilde fu compagna, ispiratrice, nume presente alla stesura e alla composizione del Tristano, Wagner la erudì nella sua estetica musicale ch'ella, senza nulla chiedere, e, verosimilmente senza troppo comprendere, accolse con devoto entusiasmo: ella scrisse delle mediocri poesie, che il Maestro s'affrettò a musicare ed in parte accolse nell'opera poderosa».

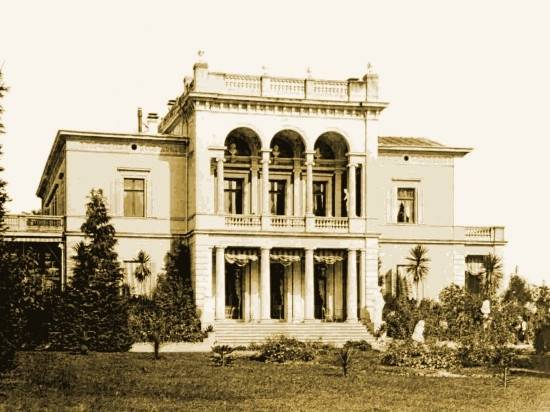
La villa di Otto e Mathilde Wesendonck a Zurigo (1857).

L'anno seguente la moglie di Wagner, Minna Planer, intercettò una lettera spedita a Mathilde, ragion per cui Wagner abbandonò Zurigo, trasferendosi a Venezia.
Mathilde si distinse per la scrittura dei versi delle Fünf Gedichte, di cui Wagner realizzò la musica, che sono costituite da : Der Engel, Stehe Still, Schmerzen, Im Treibhaus, Träume.
Nel 1865 il giovane Johannes Brahms iniziò a frequentare la casa di Mathilde e in seguito rimase in contatto con lei.
Nel 1872 Mathilde si trasferì con il marito a Dresda e nel 1882 a Berlino.
Nel 2013 è stata fondata la Mathilde Wesendonck Association da Klaus Bitter e Thomas Seidel, dedita alla valorizzazione e allo studio della vita di Mathilde Wesendonck.
Nel 2013-2014, il Bonner Stadtmuseum ha organizzato una mostra sui Wesendonck a Bonn, comprendente le foto di famiglia dei Wesendonck, e anche il famoso dipinto di Karl Ferdinand Sohn.

## Opere principali
- Märchen und Märchen Spiele (1864);
- Naturmythen (1865);
- Genoveva (1866);
- Gudrun. Schauspiel (1868);
- Puppenspiele (1869);
- Deutsches Kinderbuch in Wort und Bild (1869);
- Friedrich der Große, dramma (1871);
- Edith oder die Schlacht bei Hastings, dramma (1872);
- Gedichte, Volksweisen, Legenden und Sagen (1874);
- Odysseus (1878);
- Alkestis (1881);
- Alte und neue Kinderlieder (1890).